# Захаренко Олександр Всеволодович
Захаренко Олександр Всеволодович (нар. 15 травня 1948 — 23 вересня 2004) — український ентомолог, доктор біологічних наук, професор, поборник ідеї абсолютної заповідності.

## Життєпис
Олександр Всеволодович народився 15 травня 1948 року в Харкові у сім'ї науковців. 
З 1966 по 1971 роки навчався на біологічному факультеті Харківського державного університету ім. О. М. Горького (нині Харківський національний університет ім. В. Н. Каразіна).
З 1969 по 1971 роки брав участь у Комплексній експедиції з санітарно-гідробіологічного вивчення малакофауни р. Сіверський Донець.
З 1971 по 1972 роки викладач біології та хімії в середній школі № 108 м. Харкова.
У 1979 році захистив кандидатську дисертацію на тему: «Фауна, экология и практическое значение сечатокрылых (Insecta, Neuroptera) Левобережной Украины».
У 1997 році захистив докторську дисертацію на тему: «Сетчатокрылые (Insecta, Neuroptera) Украины и некоторые вопросы охраны редких и исчезающих насекомых» (по захисту рідкісних комах). Учений був проректором по науці і професором кафедри зоології і ентомології Харківського національного аграрного університету. Їм була створена Харківська школа поборників ідеї абсолютної заповідності, до якої увійшли відомі харківські ентомологи - Грамма Віктор Микитович (кандидат біологічних наук, доцент кафедри зоології і ентомології Харківського національного аграрного університету), Борис Михайлович Якушенко (35 років очолював відділ біології Харківського Будинку піонерів), а також ентомологи Ковалик А. Й., Леженіна І. П., Філатов М. О. та ін.
З 1970 по 1985 роки ними були організовані десятки експедицій у степові заповідники України і Росії - Луганський, Асканію-Нову, Український степовий, Центрально-чорноземний (Росія; тільки у останній було організовано 24 експедиції). Численні дослідження сформували чітку позицію харківських ентомологів, що групувалися навколо Харківського ентомологічного товариства: «антропогенні чинники — сінокосіння і випалювання степової заповідної рослинності різко зменшує біорізноманітність степової біоти» і тому «основним принципом збереження біорізноманітності степової біоти повинен стати принцип повного невтручання в заповідні екосистеми». У цьому харківські ентомологи активно підтримали одного з класиків заповідності, директора Центрально-чорноземного заповідника O. М. Краснітського, з яким були близько знайомі.
У 1989 році Олександр Всеволодович голова Харківського відділення Українського ентомологічного товариства.
На думку В. М.Грамми, О. В. Захаренка і В. М. Якушенка, «абсолютна заповідність є найближчою до природного стану природи і найсприятливішою для збереження біоценозу. На жаль, у ряді заповідників існують ділянки з різним режимом і абсолютно заповідані відносно невеликі ділянки, що мають до того ж одноманітний рельєф (як правило, ділянки плато). Для збереження видової різноманітності комах і інших мешканців степових заповідників необхідно збільшити площу абсолютно заповідних ділянок і охопити режимом абсолютної заповідності усі варіанти рельєфу».
Харківські захисники заповідності гостро критикували сінокосіння, як таку регуляційну діяльність, що проводиться в степових заповідниках: "Вимиранню комах в степових заповідників сприяє і господарська діяльність в межах заповідної території. Так, періодичне сінокосіння, що проводиться у багатьох заповідниках під приводом необхідності збереження флористичної і фауністичної різноманітності степових екосистем, веде до прямо протилежних наслідків. Зокрема при сінокосінні гинуть ті жуки, що розвиваються в стеблах, суцвіттях або насінні рослин.
Харківські ентомологи вважали даремним зайняттям розробку методів управління степовими екосистемами і пропонували, як початкову міру, додати в степових заповідниках до 50 % території під режим абсолютної заповідності.

Якнайповніше погляди харківських поборників ідеї абсолютної заповідності викладені у докторській дисертації О. В. Захаренка: 
|  | Основними регуляторними заходами, рекомендованими для збереження "барвистості" степу є сінокосіння, випас і пали. Розглянемо, до чого призводять ці заходи. Згубний вплив палів, випасу і сінокосіння на хребетних тваринах детально розглянуто ще О.М. Формозовим (1937). Тут відмітимо тільки вплив їх на комах. Так, при сінокосінні, окрім знищення цілого ряду безхребетних, пов'язаних з травостоєм, відбувається збіднення видового складу мешканців ґрунту і підстилки, різка зміна мікрокліматичних умов після сінокосіння веде до корінної перебудови екологічної структури населення на користь еврибіонтних і ксерофільних організмів. Більшість степових комах тісно пов'язана з трав'янистими рослинами, тому при сінокосінні пригноблюються або навіть повністю зникають популяції, розвиток яких відбувається на рослинах або в їх тканинах, а також комахи, що живляться нектаром і пилком. До ще більш катастрофічних для комах наслідків веде випалювання сухої рослинності. Гинуть не лише комахи, що розвиваються на рослинах, але і мешканці підстилки. Особливо небезпечні весняні пали, оскільки більшість комах зимують в стеблах рослин або в підстилці |

Всього по темі абсолютної заповідності у степових заповідниках і неприпустимості там заходів регуляцій О. В. Захаренком з колегами було опубліковано понад 20 наукових робіт. Крім того, харківські ентомологи неодноразово брали участь в різних нарадах по обговоренню природоохоронного режиму в степових заповідниках, де вступали у запеклі суперечки з ботаніками, що вимагають сінокосіння.
У листопаді 1992 році у селищі Володарське Донецької області відбулася науково-практична конференція, присвячена 65-річчю заповідника «Кам'яні могили». Харківські ентомологи, поборники ідеї абсолютної заповідності, взяли в ній активну участь. О. В. Захаренко відмітив, що управління режимами екосистем, по суті, неможливе, оскільки наше втручання непрогнозоване по своїх наслідках. Масштабне втручання — випас, сінокосіння, пали є неприпустимими в заповідниках.
Слід також відмітити, що в 1970-1980-х роках харківські ентомологи під керівництвом О. В. Захаренка змогли створити в Харківській області декілька десятків ентомологічних заповідників і активно популяризували цей вид заповідника в Україні. Перший ентомологічний заповідник в Україні був створений в 1977 році на землях радгоспу «Червона хвиля» у Харківській області.
І попри те, що поглядам представників Харківської школи поборників ідеї абсолютної заповідності не вдалося реалізуватися в законодавчій сфері, внесок їх у розвиток концепції заповідності величезний. Завдяки еколого-фауністичним дослідженням, проведеним ними у степових заповідниках, передусім України, вони, по-перше, зібрали великий і унікальний матеріал, що підтверджує абсурдність і екологічну шкоду від сінокосіння і інших видів регуляції в степових заповідниках для ентомофауни. По-друге, вони поставили під сумнів взагалі регуляцію як таку у заповідних степових екосистемах, оскільки вона перетворює їх на агроценози.
У зв'язку зі смертю О. В. Захаренка 23 вересня 2004 року Харківська школа поборників ідеї абсолютної заповідності перестала існувати.

## Про нього
- Медведев Г. С., Кирейчук О. Г., Кривохатский В. А. Памяти Александра Всеволодовича Захаренко. Энтомол. обозрение. 2005. Т. 74, Вып. 2. С. 465-470.